# Begonia itatinensis
Begonia itatinensis là một loài thực vật có hoa trong họ Thu hải đường. Loài này được Irmsch. ex Brade mô tả khoa học đầu tiên năm 1944.